# ジョン・マチン
ジョン・マチン（英: John Machin, 1680年頃洗礼 — 1751年6月9日） はグレシャム大学の天文学教授であり、王立協会特別研究員であった。今日ではマチンの公式の発見者として、円周率 π に素早く収束する級数を見出したことでよく知られる。
テイラー展開やテイラーの定理の発見者として知られるブルック・テイラーは、マチンのケンブリッジ大学セント・ジョンズ・カレッジ (St. John's College, Cambridge) での教え子であった。

## 来歴
1706年、ジョン・マチンは彼の名を冠するマチンの公式を発見し、それを利用して更に円周率を 100 桁まで計算した。
マチンはゴットフリート・ライプニッツとアイザック・ニュートンの間に起こった論争(微分積分学論争)の裁決を行った委員会の一人であった。裁決は1712年に執り行われた 。
1713年5月16日、マチンはアレクサンダー・トリアーノからグレシャム大学の天文学教授の職を継いだ。マチンは1751年の6月9日にロンドンで死ぬまで、終生この職を務めた。
1717年、マチンは月の運動論に関する膨大な研究を始めるが、この研究は結局、日の目を見ることはなかった。マチンの手稿の大部分は王立天文学会が保管しているが、1727年にウィリアム・ジョーンズへ宛てた手紙でマチンは、太陰暦を修正したことで、議会から 10,000 ポンドの報酬を受ける権利があることを強く主張した。
マチンは1718年から1747年まで王立協会の書記を務めた。
1728年、マチンはイーフレイム・チェンバーズによる『サイクロペディア、または諸芸諸学の百科事典』(Cyclopaedia, or Universal Dictionary of Arts and Sciences) への出資者の一人として名簿に記載されている。

## マチンの公式
{\displaystyle {\frac {\pi }{4}}=4\cot ^{-1}(5)-\cot ^{-1}(239).}
マチンの公式はグレゴリー - ライプニッツ級数 (ライプニッツの公式として知られる)
{\displaystyle {\frac {\pi }{4}}=\arctan \left(1\right)=1\,-\,{\frac {1}{3}}\,+\,{\frac {1}{5}}\,-\,{\frac {1}{7}}\,+\,{\frac {1}{9}}\,-\,\cdots ,}
の変種であり、この新しい公式によって、ライプニッツの公式などに比べて非常に収束が速くより実用的な計算公式が作られるようになった。
マチンは円周率 π の計算をするために、自身の公式からハレー法を用いて近似解を得た。マチンの公式はその後、数世紀に渡って、計算機の時代まで、円周率探求家達の基本的な道具として用いられ続けた。
マチンの公式と類似の公式も様々なものが知られている。